# Haydain Neale
Haydain Neale (Hamilton (Ontario), 3 september 1970 – Toronto, 22 november 2009) was een Canadees singer-songwriter. Hij was de zanger van de Canadese band "jacksoul".

In 2007 overleefde hij een zwaar ongeval met zijn scooter, waarna hij een tijdje in coma lag. Hij overleed in november 2009 aan longkanker.
- International Standard Name Identifier: 0000 0000 7431 7319
- MusicBrainz: 11449394-329f-4187-a0f0-af2d65dc760c
- Virtual International Authority File: 106483042
- WorldCat: E39PBJkp7FXhCdTDfk4jwcBQMP